# Задорожный, Иван Тимофеевич
Иван Тимофеевич Задорожный (1923-1983) — сержант Советской Армии, участник Великой Отечественной войны, Герой Советского Союза (1945).

## Биография
Иван Задорожный родился 18 января 1923 года в селе Курячовка (ныне — Марковский район Луганской области Украины). Окончил пять классов школы, после чего работал наездником на конном заводе. В июне 1942 года Задорожный был призван на службу в Рабоче-крестьянскую Красную Армию и направлен на фронт Великой Отечественной войны. К апрелю 1945 года красноармеец Иван Задорожный был наводчиком орудия батареи 530-го истребительно-противотанкового артиллерийского полка 28-й армии 1-го Украинского фронта. Отличился во время Берлинской операции.
30 апреля 1945 года в районе населённого пункта Куммерсдорф к югу от Берлина, ведя огонь прямой наводкой, Задорожный уничтожил около взвода немецких солдат и офицеров, а также сжёг самоходную артиллерийскую установку. Находясь в разведке, вместе со своими товарищами Задорожный взял в плен 17 вражеских солдат и офицеров.
Указом Президиума Верховного Совета СССР от 27 июня 1945 года красноармеец Иван Задорожный был удостоен высокого звания Героя Советского Союза с вручением ордена Ленина и медали «Золотая Звезда».
В 1947 году в звании сержанта Задорожный был демобилизован. Вернулся на родину, работал плотником в колхозе. Умер 24 февраля 1983 года.
Был также награждён двумя орденами Отечественной войны 2-й степени и рядом медалей.